# Mattia Bottani
Mattia Bottani (Lugano, 24 maggio 1991) è un calciatore svizzero, centrocampista del Lugano.

## Caratteristiche
Sa giocare sia come esterno di centrocampo, come ala e all'occorrenza come seconda punta. È veloce dotato di un buon dribbling, ha ottime capacità nel saltare l'uomo in uno contro uno e in velocità.

## Carriera

### Club
Inizia fin da bambino a giocare per il Lugano, dove fa tutta la trafila nelle giovanili fino a debuttare in prima squadra. Segna il suo primo goal con la maglia del Lugano il 30 novembre 2011 nel derby del Ticino, contro il Bellinzona, a Cornaredo, realizzando la rete del definitivo 2-0. Nella stagione 2014-2015 vince il campionato di Challenge League, ottenendo così la promozione in massima serie.
Nella stagione successiva realizza il suo primo goal in Super League, sempre a Cornaredo, nella sfida contro il Thun, terminando la stagione con un totale di 8 goal in campionato e 1 goal in Coppa Svizzera. Gioca la sua ultima partita contro il Lucerna, prima di essere ceduto il 2 agosto 2016 al Wil per 700 000 franchi. Dopo la vendita del club, il 18 agosto 2017 trova un accordo per la rescissione consensuale del contratto.
La stagione successiva torna al Lugano. Segna la sua prima rete in stagione nell'incontro di Europa League contro la Steaua Bucarest.
Il 15 maggio 2022 va in gol nella vittoria per 4-1 contro il San Gallo che assegna al Lugano la Coppa Svizzera. Nel 2016, sempre nella finale di Coppa Svizzera contro lo Zurigo, sul risultato parziale di 0-0, sbaglia il rigore che costerà il trofeo al club (risultato finale: 1-0 per l'FC Zurigo).

### Nazionale
Ha giocato nella nazionale svizzera Under-18.
Il 24 maggio 2022 viene convocato per le partite della Nations League, debuttando da subentrato il 5 giugno nella sconfitta per 4-0 contro il Portogallo.

## Statistiche

### Presenze e reti nei club
Statistiche aggiornate a giugno 2018.
| Stagione        | Squadra         | Campionato      | Campionato | Campionato | Coppe nazionali | Coppe nazionali | Coppe nazionali | Coppe continentali | Coppe continentali | Coppe continentali | Altre coppe | Altre coppe | Altre coppe | Totale | Totale |
| Stagione        | Squadra         | Comp            | Pres       | Reti       | Comp            | Pres            | Reti            | Comp               | Pres               | Reti               | Comp        | Pres        | Reti        | Pres   | Reti   |
| --------------- | --------------- | --------------- | ---------- | ---------- | --------------- | --------------- | --------------- | ------------------ | ------------------ | ------------------ | ----------- | ----------- | ----------- | ------ | ------ |
| 2009-2010       | Lugano          | CL              | 2          | 0          | CS              | 1               | 0               | -                  | -                  | -                  | -           | -           | -           | 3      | 0      |
| 2010-2011       | Team Ticino     | 1.L             | 22         | 1          | -               | -               | -               | -                  | -                  | -                  | -           | -           | -           | 22     | 1      |
| 2011-2012       | Lugano          | CL              | 15         | 1          | CS              | 0               | 0               | -                  | -                  | -                  | -           | -           | -           | 15     | 1      |
| 2012-2013       | Lugano          | CL              | 21         | 4          | CS              | 1               | 0               | -                  | -                  | -                  | -           | -           | -           | 22     | 4      |
| 2013-2014       | Lugano          | CL              | 23         | 4          | CS              | 1               | 0               | -                  | -                  | -                  | -           | -           | -           | 24     | 4      |
| 2014-2015       | Lugano          | CL              | 26         | 1          | CS              | 1               | 0               | -                  | -                  | -                  | -           | -           | -           | 27     | 1      |
| 2015-2016       | Lugano          | SL              | 29         | 8          | CS              | 4               | 1               | -                  | -                  | -                  | -           | -           | -           | 33     | 9      |
| 2016            | Lugano          | SL              | 1          | 0          | CS              | 0               | 0               | -                  | -                  | -                  | -           | -           | -           | 1      | 0      |
| 2016-2017       | Wil             | CL              | 25         | 3          | CS              | 1               | 0               | -                  | -                  | -                  | -           | -           | -           | 26     | 3      |
| 2017-2018       | Lugano          | SL              | 18         | 1          | CS              | 2               | 0               | UEL                | 6                  | 2                  | -           | -           | -           | 26     | 3      |
| 2018-2019       | Lugano          | SL              | 30         | 4          | CS              | 3               | 0               | -                  | -                  | -                  | -           | -           | -           | 33     | 4      |
| 2019-2020       | Lugano          | SL              | 18         | 2          | CS              | 1               | 0               | UEL                | 4                  | 0                  | -           | -           | -           | 23     | 2      |
| 2020-2021       | Lugano          | SL              | 30         | 6          | CS              | 2               | 0               | -                  | -                  | -                  | -           | -           | -           | 32     | 6      |
| 2021-2022       | Lugano          | SL              | 30         | 5          | CS              | 5               | 4               | -                  | -                  | -                  | -           | -           | -           | 35     | 9      |
| Totale Lugano   | Totale Lugano   | Totale Lugano   | 243        | 36         |                 | 21              | 5               |                    | 10                 | 2                  |             | -           | -           | 274    | 44     |
| Totale carriera | Totale carriera | Totale carriera | 270        | 40         |                 | 22              | 5               |                    | 10                 | 2                  |             | -           | -           | 322    | 47     |

### Cronologia presenze e reti in nazionale
| Cronologia completa delle presenze e delle reti in nazionale ― Svizzera | Cronologia completa delle presenze e delle reti in nazionale ― Svizzera | Cronologia completa delle presenze e delle reti in nazionale ― Svizzera | Cronologia completa delle presenze e delle reti in nazionale ― Svizzera | Cronologia completa delle presenze e delle reti in nazionale ― Svizzera | Cronologia completa delle presenze e delle reti in nazionale ― Svizzera | Cronologia completa delle presenze e delle reti in nazionale ― Svizzera | Cronologia completa delle presenze e delle reti in nazionale ― Svizzera |
| Data                                                                    | Città                                                                   | In casa                                                                 | Risultato                                                               | Ospiti                                                                  | Competizione                                                            | Reti                                                                    | Note                                                                    |
| ----------------------------------------------------------------------- | ----------------------------------------------------------------------- | ----------------------------------------------------------------------- | ----------------------------------------------------------------------- | ----------------------------------------------------------------------- | ----------------------------------------------------------------------- | ----------------------------------------------------------------------- | ----------------------------------------------------------------------- |
| 5-6-2022                                                                | Lisbona                                                                 | Portogallo                                                              | 4 – 0                                                                   | Svizzera                                                                | UEFA Nations League 2022-2023                                           | -                                                                       | 69’                                                                     |
| Totale                                                                  |                                                                         | Presenze                                                                | 1                                                                       |                                                                         | Reti                                                                    | 0                                                                       |                                                                         |

## Palmarès

### Club
- Challenge League: 1

Lugano: 2014-2015
- Coppa Svizzera: 1

Lugano: 2021-2022